# Grupo de Ejércitos G
El Grupo de Ejércitos G (en alemán Heeresgruppe G) luchó en el frente occidental de la Segunda Guerra Mundial y fue un componente del OB West.

## Historia
Cuando la invasión Aliada del Sur de Francia tuvo lugar, el Grupo de Ejércitos G tenía once divisiones con las que sostener el territorio francés al sur del Loire. Entre el 17 y el 18 de agosto, el Alto Mando de las Fuerzas Armadas Alemanas ordenó al Grupo de Ejércitos G (con la excepción de las tropas que sostenían los puertos-fortalezas) abandonar el sur de Francia. El LXIV Cuerpo, que había estado al cargo de las tropas en el suroeste desde que el 1.º Ejército se había retirado unas pocas semanas antes para mantener la línea en el río Sena al sureste de París, formó tres grupos de marcha y se retiró hacia el este hacia Dijon. En el mismo tiempo, el 19.º Ejército alemán, se retiró hacia el norte a través del valle del Ródano hacia la meseta de Langres donde se le unió el 5.º Ejército Panzer que fue asignado al Grupo de Ejércitos G de tal modo que podía lanzarse un contraataque contra el Tercer Ejército de EE. UU. La retirada no fue según lo planificado, ya que mientras el 19.º Ejército se retiraba mucho personal del Grupo de Ejércitos G fue hecho prisionero por el Sexto Grupo de Ejércitos de EE. UU. Para cuando se terminó la retirada el General Johannes Blaskowitz había perdido aproximadamente la mitad de su fuerza y fue relevado el 21 de septiembre por el General Hermann Balck. Para mediados de septiembre el 5.º Ejército Panzer estaba en posición en el ala izquierda de la línea alemana al norte de la frontera suiza. Desde ahí el 5.º Ejército Panzer con elementos del 1.º Ejército atacaron el Tercer Ejército de EE. UU., mientras que el muy disminuido 19.º Ejército alemán se oponía al Primer Ejército Francés y al Séptimo Ejército de EE. UU. a las órdenes del General Alexander M. Patch.
El Grupo de Ejércitos G luchó en los montes Vosgos durante noviembre de 1944 y se retiró a través de Lorena y el norte de Alsacia durante diciembre. A finales de noviembre de 1944, el Grupo de Ejércitos G perdió temporalmente la responsabilidad sobre las tropas alemanas en la bolsa de Colmar y el río Rin al sur del Bienwald en favor del Grupo de Ejércitos ''Oberrhein''. En enero de 1945 el Grupo de Ejércitos atacó en la Operación Nordwind, el último gran contraataque alemán en el frente occidental. Con el fracaso del Nordwind y la expulsión de los alemanes de la bolsa de Colmar, el Grupo de Ejércitos Oberrhein fue disuelto y el Grupo de Ejércitos G reanudó la responsabilidad para la defensa del suroeste de Alemania.
Incapaz de detener la ofensiva de las tropas Aliadas que limpiaron Renania-Palatinado y subsiguientemente asaltaron sobre el río Rin, las tropas del Grupo de Ejércitos G no obstante lucharon para defender las ciudades de Heilbronn, Crailsheim, Núremberg y Múnich durante el mes de abril de 1945.
El Grupo de Ejércitos G se rindió a las fuerzas de EE. UU. en Haar, en Baviera, en Alemania el 5 de mayo de 1945.

## Comandantes
| N.º | Retrato | Comandante                                          | Desde                    | Hasta                    |
| --- | ------- | --------------------------------------------------- | ------------------------ | ------------------------ |
| 1   |         | Generaloberst Johannes Blaskowitz (1883-1948)       | 8 de mayo de 1944        | 21 de septiembre de 1944 |
| 2   |         | General der Panzertruppe Hermann Balck (1893-1982)  | 21 de septiembre de 1944 | 24 de diciembre de 1944  |
| 3   |         | Generaloberst Johannes Blaskowitz (1883-1948)       | 24 de diciembre de 1944  | 29 de enero de 1945      |
| 4   |         | SS-Oberst-Gruppenführer Paul Hausser (1880-1972)    | 29 de enero de 1945      | 2 de abril de 1945       |
| 5   |         | General der Infanterie Friedrich Schulz (1897-1976) | 2 de abril de 1945       | 5 de mayo de 1945        |

## Orden de Batalla
| Tropas del Cuartel General del Grupo de Ejércitos | Tropas del Cuartel General del Grupo de Ejércitos                                    |
| ------------------------------------------------- | ------------------------------------------------------------------------------------ |
| 609.º Regimiento Grupo de Ejército de Señales     |                                                                                      |
| Unidades subordinadas                             |                                                                                      |
| 1944                                              |                                                                                      |
| Mayo de 1944                                      | 1.º Ejército, 19.º Ejército, 606.º Regimiento de Comunicaciones                      |
| Agosto de 1944                                    | 19.º Ejército                                                                        |
| Septiembre de 1944                                | 1.º Ejército, 5.º Ejército Panzer, 19.º Ejército, 606.º Regimiento de Comunicaciones |
| 1945                                              |                                                                                      |
| Enero de 1945                                     | 1.º Ejército                                                                         |
| Febrero de 1945                                   | 1.º Ejército, 19.º Ejército                                                          |
| Marzo de 1945                                     | 1.º Ejército, 7.º Ejército, 19.º Ejército                                            |
| Abril de 1945                                     | 1.º Ejército, 19.º Ejército, 606.º Regimiento de Comunicaciones                      |